# L'Indiscret (film)
Pour plus de détails, voir Fiche technique et Distribution.
L'Indiscret est un film français réalisé par François Reichenbach, produit en 1968, réalisé en 1969 et diffusé pour la première fois à la télévision en 1970 en Allemagne de l'Ouest. Il sortira au cinéma en Suède en 1974.

## Synopsis
Jean-Jacques et Kim posent pour un roman-photo sur un paquebot, Le France. Les passagers observent avec intérêt. Mais un cinéaste, François Reichenbach, (joué par lui-même), observe et filme leur réactions. Cette caméra est jugée indiscrète par les passagers,,.

## Fiche technique
- Titre original : The Indiscreet One
- Durée : 80 minutes
- Tourné en France et Allemagne
- Langue : français
- Format : Couleur
- Format du son : mono
- Réalisateur : François Reichenbach
- Scénario : François Reichenbach
- Producteur : Claude Lelouch
- Musique composée par : Michel Polnareff[7]
- Photographie : Christian Odasso, Jean-Michel Surel et Jean-Jacques Tarbès
- Dates de sortie :
  - Présentation à la Biennale de Venise et au festival de Berlin en 1969
  -  Suède : 16 septembre 1974

## Distribution
- Christine Cochet : Kim
- Sylvie D'Haetze : Sylvie
- Jean-Jacques Fourgeaud : Jean-Jacques
- Simone Paris : Simone
- François Reichenbach : lui-même

## Sélections
- Biennale de Venise 1969 [8]
- Festival international de Berlin 1969 [8]